# العبودية في آسيا
وُجدت العبودية في جميع أرجاء قارة آسيا، وما زالت أشكال العبودية موجودة حتى الآن.

## شبه القارة الهندية
تذكر الأخبار أن غزاة إقليم السند في باكستان من العرب الأوائل تحت قيادة القائد الأموي محمد بن قاسم استعبدوا عشرات الآلاف من الأسرى الهنود غير المسلمين من ضمنهم جنود ومدنيين. في أوائل القرن الحادي عشر، سجل المؤرخ العربي العتبي أنه سنة 1001 ميلاديًا احتلت جيوش السلطان محمود الغزنوي بيشاور وويهاند بعد حرب بيشاور على أرض هندوستان، وأسر السلطان في هذه الحرب نحو 100 ألف شاب.. أعلن السلطان محمود بعد حملته على الهند عام 1018 امتلاكه عددًا لا يُستَهان به من العبيد، الذين بيعوا بأثمان بخسة تتراوح بين درهمين و10 دراهم. وفقًا للعتبي، جعل بيع العبيد بهذا الثمن البخس التجار يأتون من مدن بعيدة لشراء العبيد، وازدحمت بلدان آسيا الوسطى والعراق وخراسان بهم، واجتمع العادل والظالم والغني والفقير في الاستعباد. يُشير كل من إليوت وداوسن إلى «1500 عبد وسيم من الرجال والنساء»، في عهد سلطنة دلهي (1206-1555) ويشيران إلى الزيادة الغزيرة في عدد الرقيق الهنود ذوي القيم الزهيدة، ويعزو ليفي سبب ذلك في المقام الأول إلى نسبة الموارد البشرية الهائلة في الهند مقارنةً بالدول الجوار من جهتي الشمال والغرب، إذ بلغ عدد سكان المغول في الهند نحو 12 - 20 ضعف عدد سكان توران وإيران في نهاية القرن السادس عشر.
الشيدي هم جماعة عِرقية تستوطن باكستان والهند، ينحدرون من شعوب البانتو من جنوب شرق أفريقيا الذين ساقهم تجار العرب والبرتغال عبيدًا إلى شبه قارة الهند.
حكمَتْ ما تُسمى السلالة الحاكمة للعبيد ذات الأصول التركية (1206-1209) العديد من الأجزاء شمال ووسط الهند. تسلم قُطب الدين أيبك، أحد عبيد محمد غوري السلطة بعد وفاة سيده، وحكمت سلالته مدة قرن تقريبًا وترأست افتتاح تانكاز وبناء قطب مينار.
وفقًا للسير هنري بارتل فرير، وُجد 8-9 مليون أسير في شركة الهند سنة 1841. في مالابار، نحو 5-10% من السكان كانوا عبيدًا. بعد ذلك بسنتين، أُلغيت العبودية في الهند رسميًا بموجب قانون العبودية الهندي الخامس سنة 1843، وقد ألغت أحكام العقوبات الهندية سنة 1861 العبودية فعليًا إذ عدَّت استرقاق البشر جريمةً جنائية.

### العصور الحديثة
يوجد قرابة 5 ملايين عامل مُستعبَد في باكستان، مع ذلك فإن الحكومة قد سنّت قوانين وخصصت أموالًا للقضاء على ممارسة الاستعباد وإعادة تأهيل العمال. وقد بيع زهاء 200 ألف فتاة نيبالية، معظمهن كُن دون سن الرابعة عشرة إماءً للاسترقاق الجنسي في الهند. تحظى النساء والفتيات النيباليات، لا سيما العذراوات منهن، بالأفضلية في الشراء في الهند وذلك لنعومة بشرتهن ومظهرهن الشاب. أفادت وكالات حقوق الإنسان سنة 1997 بوجود 40 ألف عامل نيبالي خاضعين للعبودية و200 محتجز للأعمال الشاقة. وضعت الحكومة النيبالية سنة 2008 نهاية لنظام هاليا الشبيه بالعبودية.

## أفغانستان
جاء في تقرير صادر من بعثة استكشافية إلى أفغانستان منشور سنة 1871: «تبدو البلد عمومًا بين كابول وأوكسوس تسوده الفوضى تمامًا، العبودية منتشرة كسابق عهدها وقد زحفت جذورها إلى الهزارة بدخشان ووخان وسيريكول وكونغيوت (هونزا) وسواها. إذا كان العبد رجلًا قويًا يعمل بجد، فإن قيمته في بادكشان العليا لا تزيد على قيمة كلب كبير من كلاب المدينة أو حصان بقيمة 80 روبية، أما قيمة الأمة فتساوي قيمة 4 خيول أو أكثر حسب مظهرها وما إلى ذلك، وأما الرجال فيُستبدَلون غالبًا بالكلاب. عندما كنتُ في التِبِت الصغيرة (لداخ) لجأ إلى معسكري عبد عائد من جيوش كشمير وقال إنهم عاملوه معاملة حسنة وأطعموه، لكنه لم يستطع تجاوز أمرَ مقايضته بكلب وأعاد ذكر الأمر مرارًا وتكرارًا، واتضح أن الرجل الذي باعه اعتقد أن الكلب هو الحيوان الأفضل بينهما. أما في بادكشان السفلى والأماكن الأبعد فقد ازداد سعر العبيد كثيرًا ودفع الناس ثمنهم بالعملات المعدنية».
ردًا على انتفاضة الهزارة سنة 1892، أعلن الأمير الأفغاني عبد الرحمن خان الجهاد ضد الشيعة، وقد دحر جيشه الكبير تلك الثورة في بؤرة اندلاعها في أروزغان عام 1892، إذ كان السكان يُذبَحون. بيع الآلاف من الرجال والنساء والأطفال الهزاريين عبيدًا في أسواق كابول وقندهار، وشُيِّدَت الحصون باستخدام رؤوس المتمردين تحذيرًا لكل من يحاول التمرد على الأمير مستقبلًا. في مطلع القرن العشرين، أبقى الباشتونز بعض الهزاريين عبيدًا، ورغم تحريم أمان الله خان العبودية في أفغانستان في دستور 1923، استمرت تلك الممارسة ولم تتوقف سنوات عديدة.

## الصين
مُورِسَت العبودية وأُبطلت على مدى تاريخ ما قبل الحداثة في الصين تكرارًا. نظرًا إلى ضخامة النسبة السكانية والتطور الكبير نسبةً إلى تلك البُقعة في معظم تاريخها، كان للصين يد عاملة دائمًا.

### سُلالة تانغ
اشترت سلالة تانغ عبيدًا غربيين من يهود الرادان. وقد استعبد جنود وقراصنة تانغ الكوريين والأتراك والفرس والإندونيسيين وأشخاص من منغوليا وآسيا الوسطى وشمال الهند. كان أكبر مصدر للعبيد القبائل الجنوبية، متضمنةً التايلنديين والسكان الأصليين من مقاطعة فوجيان وغوانغدغونغ وغوانغشي وغويتشو الجنوبية، وقد اشترت سلالة تانغ الحاكمة الملايو والخمير والهنود والأفارقة السود عبيدًا أيضًا.

### سلالة يوان
استُعبد العديد من شعب الهان الصينيين في أثناء الغزو المغولي للصين الكبرى. وفقًا لكلام المؤرخين اليابانيين سوغياما ماسكي (بالصينية: 杉山正明) وفونادا يوشييوكي (بالصينية: 舩田善之)، كانت أعداد معينة من العبيد المنغول الذين يملكهم شعب هان الصيني خلال فترة حكم سلالة يوان. لا يوجد دليل على تعرض شعوب يوان -الذين عُدُّوا من الطبقات الدنيا في المجتمع- للاضطهاد الشديد.

### سُلالة تشينغ
شهد عهد سلالة تشينغ في القرن السابع عشر عبودية وراثية أو ما يُسمى البواي آها (مانكو، بواي نيالما، في الصينية 包衣阿哈) وهي كلمة تعود أُصولها إلى المانشو وترجمتها الحرفية «الشخص القائم بالأمور المنزلية/الخادم» أو تُتَرجم إلى «العبد المطيع nucai».
يقول بيتر سي. پيردو في كتابه «الصين تزحف غربًا» سنة 1624، بعد غزو نورهاتشي للياودونغ: «من لا يملكون في هذه الدنيا إلا القليل صاروا عبيدًا». كان المانشو يبنون علاقات شخصية وأبوية مقربة بين السادة وعبيدهم، وكما قال نورهاشي «على السيد أن يألف العبيد ويتناول نفس الطعام الذي يتناولونه». يضيف پيردو قائلًا إن البواي آها «لم تنسجم تمامًا مع الفئة الصينية للعبد المتطوع بإرادته» أو الخادم/الغلام (بالصينية: 奴僕)، بل كانت علاقة اعتماد شخصي على السيد الذي كان -نظريًا- يضمن علاقات شخصية مقربة ومعاملة عادلة، ومع ذلك فإن العديد من علماء الغرب ودوا أن يترجموا كلمة «بواي» إلى خادم أو عبد بإرادته. وكان لبعض البواي خادمهم الخاص بهم.